# Lazar Koliševski
Lazar Koliševski, (Ilha Sveti Nikola, 12 de fevereiro de 1914 – Skopje, 6 de julho de 2000) foi um líder político comunista na República Socialista da Macedónia e por muito pouco tempo da Jugoslávia como aliado de Josip Broz Tito.

## Primeiros anos
Lazar nasceu em Sveti Nikole, Reino da Sérvia, em 1914. Sua família era de agricultores pobres. A mãe de Koliševski era aromena e seu pai búlgaro. Em 1915, durante a Primeira Guerra Mundial, a região foi ocupada pelo Reino da Bulgária. Seu pai foi mobilizado no exército e, durante a guerra, os pais de Koliševski morreram. Uma vez órfão, após a guerra, quando Vardar Macedônia foi cedido novamente à Sérvia, ele foi levado por suas tias maternas Aromanianas em Bitola. Lá foi criado até a idade escolar e posteriormente transferido para um orfanato estadual na cidade, onde concluiu o ensino fundamental. Mais tarde, Koliševski foi enviado para uma escola técnica em Kragujevac. Aqui, Lazar começou a seguir a política e aprender sobre o comunismo. Por causa das atividades políticas foi preso e expulso da fábrica de munições, onde trabalhava. Durante a década de 1930, ele se tornou um proeminente ativista do Partido Comunista Iugoslavo. 

## Segunda Guerra Mundial
Quando as forças nazistas entraram em Belgrado em abril de 1941, a Bulgária, um aliado alemão, assumiu o controle de uma parte da Macedônia Vardar, com as cidades ocidentais de Tetovo, Gostivar e Debar indo para a zona italiana na Albânia. Depois que os búlgaros assumiram o controle da parte oriental do ex-Vardar Banovina, o líder da facção local do Partido Comunista da Iugoslávia, Metodi Shatorov desertou para o Partido Comunista Búlgaro. Os comunistas búlgaros evitaram organizar um levante armado em massa contra as autoridades, mas os comunistas iugoslavos insistiram em uma revolta armada. Enquanto isso, a invasão alemã da União Soviética fez com que o Comintern e Joseph Stalin decidissem que os comunistas macedônios deveriam se juntar aos comunistas iugoslavos.
No outono de 1941, Koliševski tornou-se então secretário do Comitê Regional dos Comunistas na Macedônia. No terreno, ele começou a perseguir os simpatizantes de Shatorov e organizou vários pequenos destacamentos armados contra as autoridades búlgaras e seus partidários locais. No final de 1941, ele foi preso e condenado à morte por um tribunal militar búlgaro. Ele escreveu dois apelos de clemência ao czar búlgaro e ao ministro da defesa. Lá, ele lamenta o feito, insistindo em sua origem búlgara. Mais tarde, após uma intercessão do Ministro da Defesa ao czar, sua sentença de morte foi comutada para prisão perpétua, e Koliševski foi enviado para uma prisão em Pleven, Bulgária. Alega-se que em 1943, ele foi eleito à revelia como secretário do Comitê Central do novo Partido Comunista da Macedônia e um delegado para a segunda sessão do AVNOJ em 1943, e também para a ASNOM convocada em agosto de 1944, mas aqueles reivindicações são disputadas.
Em setembro de 1944, Koliševski foi libertado pelo novo governo pró-comunista búlgaro e logo se tornou o presidente do Partido Comunista da Macedônia, uma divisão local do Partido Comunista da Iugoslávia. Perto do fim da guerra, Koliševski se tornou o primeiro-ministro do Estado Federal da Macedônia, uma unidade federal da Jugoslávia Federal Democrática (DFY). Era essencialmente o cargo mais alto do Estado Federal da Macedônia. Por seus esforços na guerra, Koliševski foi um dos muitos macedônios que receberam a medalha de Herói do Povo da Iugoslávia.

## Iugoslávia
Após a Segunda Guerra Mundial, Koliševski se tornou a pessoa mais poderosa da República da Macedônia e uma das pessoas mais poderosas de toda a Iugoslávia. Sob sua liderança, centenas de pessoas de ascendência búlgara macedônia foram mortas como colaboracionistas entre 7 e 9 de janeiro de 1945. Milhares de outras pessoas, que mantiveram suas simpatias pró-búlgaras, sofreram severa repressão como resultado. Kolisevski apoiou fortemente a promoção de uma identidade e linguagem étnica macedônia distinta na SR Macedônia. Alguns círculos tentavam minimizar os laços com a Iugoslávia o máximo possível e promoveram a independência da Macedônia. Kolishevski, entretanto, iniciou uma política de implementação total da linha pró-iugoslava e tomou medidas duras contra a oposição. Ele também começou uma grande reforma econômica e social. Koliševski finalmente trouxe a Revolução Industrial para a Macedônia. Em 1955, a capital, Skopje, tornou-se uma das cidades de crescimento mais rápido na região e se tornou a terceira maior cidade da Iugoslávia. Graças às reformas de Koliševski, a pequena república que em 1945 era a área mais pobre da Iugoslávia tornou-se a economia de crescimento mais rápido. Após o segundo Plano Econômico Quinquenal, a economia da República da Macedônia avançou rapidamente.
Em 19 de dezembro de 1953, Koliševski aposentou-se como primeiro-ministro da República da Macedônia e assumiu o cargo de presidente da Assembleia do Povo. Ele se tornou o chefe de estado PR macedônio, mas exerceu menos poder político direto. No entanto, ele permaneceu o presidente da Liga dos Comunistas da Macedônia, a divisão macedônia da Liga dos Comunistas da Iugoslávia, que eram os novos nomes dos partidos comunistas na Iugoslávia. Ele ainda era a pessoa mais poderosa da República por causa de sua influência no Partido Comunista Iugoslavo. Com sua lenta saída da política na Macedônia, ele começou a viajar para outras nações como diplomata iugoslavo. Ele fez muitas viagens importantes no final da década de 1950 e no início da década de 1960 para o Egito, Índia, Indonésia e outras nações que mais tarde formaram as Nações Não-Alinhadas. As viagens diplomáticas mostraram que Koliševski tinha muita confiança do líder iugoslavo, Josip Broz Tito. Mesmo depois de Tito ter desentendido com alguns de seus aliados mais confiáveis, Koliševski permaneceu em sua posição.
Depois que a Constituição iugoslava de 1974 foi aprovada, Koliševski se tornou muito mais influente no mundo político iugoslavo. A nova constituição exigia uma vice-presidência iugoslava rotativa. Koliševski foi escolhido pela liderança da Macedônia para ser o representante da Macedônia na Presidência. Em 15 de maio de 1979, Koliševski foi eleito pelos outros membros da presidência para se tornar Presidente da Presidência e Vice-Presidente da Iugoslávia. No dia de Ano Novo de 1980, Tito adoeceu, deixando Koliševski no papel de líder interino em sua ausência. Tito morreu cinco meses depois, em 4 de maio de 1980. Koliševski ocupou o cargo de chefe interino da presidência da Jugoslávia por mais dez dias, quando o cargo foi transferido para Cvijetin Mijatović.

## Macedônia
Após a dissolução da Iugoslávia, ele morou em Skopje, a capital da recém-proclamada República da Macedônia, e se opôs à política anti-sérvia e pró-búlgara do partido de direita dominante, VMRO-DPMNE, no final dos anos 1990. Ele morreu em 6 de julho de 2000 e em 2002 um monumento de Koliševski foi erguido em sua cidade natal pelo governo local de esquerda.